# Sinometra
Sinometra is een geslacht van haarsterren uit de familie Asterometridae.

## Soort
- Sinometra acuticirra Liao, 1984